# EMD SD40-2
La EMD SD40-2 est une locomotive diesel produite par GM EMD à partir de 1972 pour concurrencer les locomotives GE U30C et MLW M630 alors très populaires. Bien qu'elle ne soit pas extrêmement puissante, son moteur EMD 16-645-E3 d'une puissance totale de 2 240 kW font de cette locomotive un modèle fiable et économique. Ce fut d'ailleurs un critère important lors du choc pétrolier de 1973 et de la crise qui en découla.
La SD40-2 est une amélioration technologique de la EMD SD40 et des modèles précédents. Utilisant des systèmes de contrôle modulaires et facilement échangeables, la SD40-2 possède un boitier de contrôle plus accessible, plus efficace et plus facile à entretenir.

## Utilisation

### Aux États-Unis
Cette locomotive fut un grand succès aux États-Unis et elle est encore utilisée par les compagnies ferroviaires américaines. La SD40-2 est encore en service notamment sur les réseaux de la Norfolk Southern, de la BNSF Railway, de CSX, de l'Union Pacific et du Canadien Pacifique.

### Hors des États-Unis
Les États-Unis ne furent pas le seul pays où la SD40-2 fut utilisée puisqu'elle fut également en service au Canada, au Mexique, au Brésil et en Guinée. Elle fut également modifiée pour être exportée en Grande-Bretagne (sous le nom de JT26CW-SS), en Yougoslavie, Corée du Sud, Iran, Maroc, Pérou et Pakistan (modèle GT26CW-2) ainsi qu'au Zimbabwe (GT26CU-2). En Mauritanie, le chemin de fer minéralier de la SNIM utilise ces machines depuis 1982, machines adaptées au service saharien (filtration d'air).

## Déclin
Jusqu'en 1979-1980, la SD40-2 était utilisée partout aux États-Unis, des trains de charbon ou de minerai aux convois de fret. Les ventes de cette locomotive ont commencé à diminuer à partir de 1981 lorsque la crise pétrolière fut terminée et que les compagnies recommencèrent à utiliser des locomotives plus puissantes et plus gourmandes en carburant. Le succès des locomotives utilisant des moteurs AC et l'introduction de la première locomotive équipée d'un microprocesseur en 1982 par General Electric (la B36-8) ont accéléré ce déclin. Les dernières SD40-2 furent construites en 1984 aux États-Unis, en 1985 au Canada, et en octobre 1989 au Brésil.

## Modifications et reconstructions
Un certain nombre de SD40-2 ont été modifiées en d'autres modèles. Au Brésil quelques SD40-2 ont notamment été modifiées pour circuler sur des voies métriques (locomotives BB40-2).
À l'inverse plusieurs autres modèles de locomotives EMD sont parfois modifiés en SD40-2 standard, c'est notamment le cas de certaines SD40, SD45 SD45-2. Normalement cette modification consiste en une modernisation électrique avec remplacement des moteurs 20 cylindres par des moteurs de 16 cylindres, souvent construits par General Electric.

### SD22ECO
La SD22ECO est une locomotive EMD SD40-2 (ou équivalente) rééquipée de moteur EMD 8-710-ECO. Le résultat de cette modification est une locomotive d'une puissance de 1 600 kW qui respecte les règles Tier II de l'EPA concernant les émissions.

## Galerie de photographies

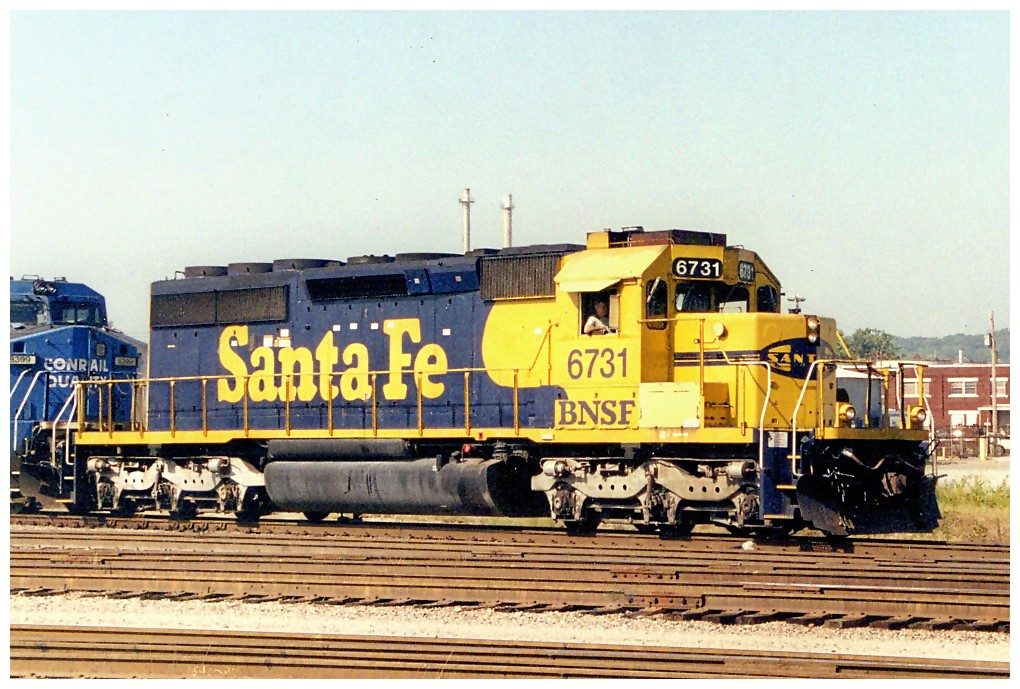
L'EMD SD40-2 #6371 de la BNSF
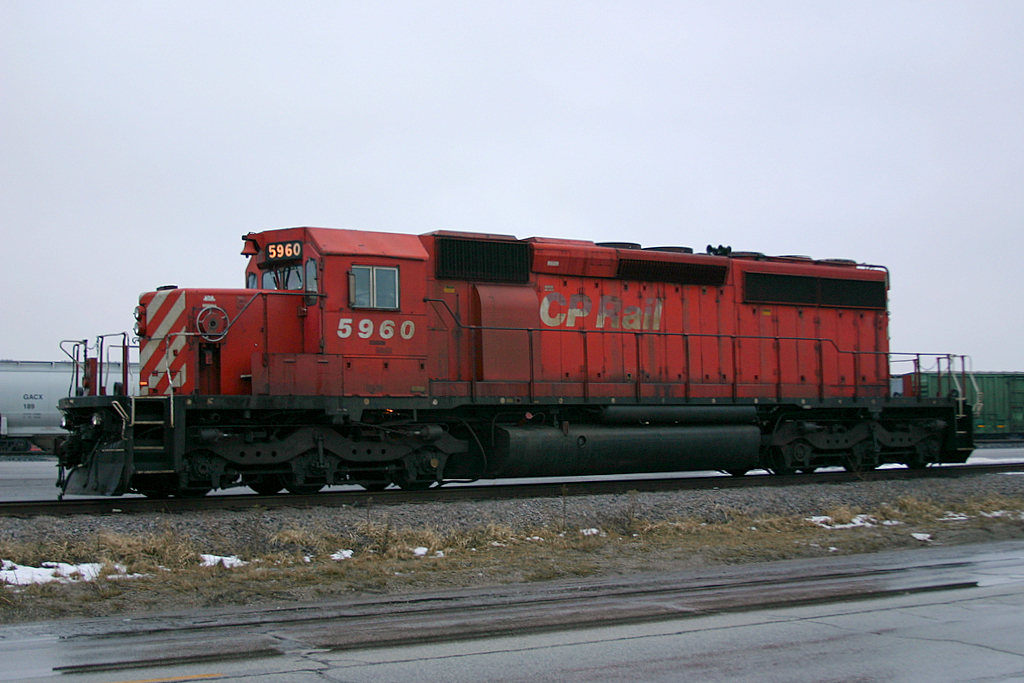
La SD40-2 #5960 du Canadien Pacifique
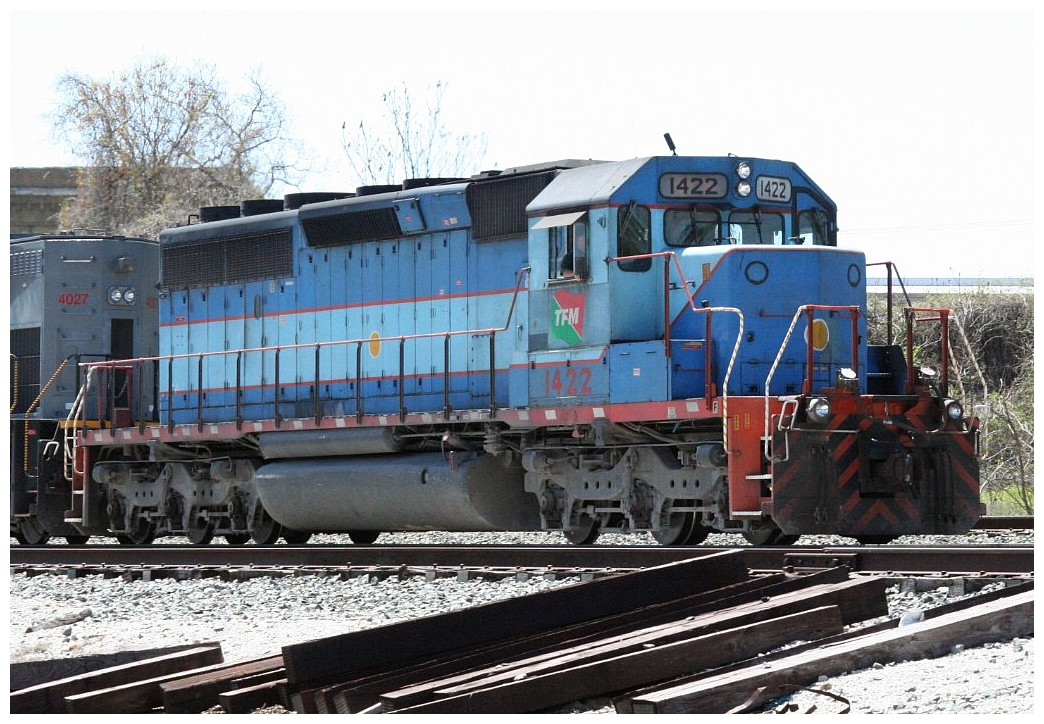
L'EMD SD40-2 #1422 de la KCSM
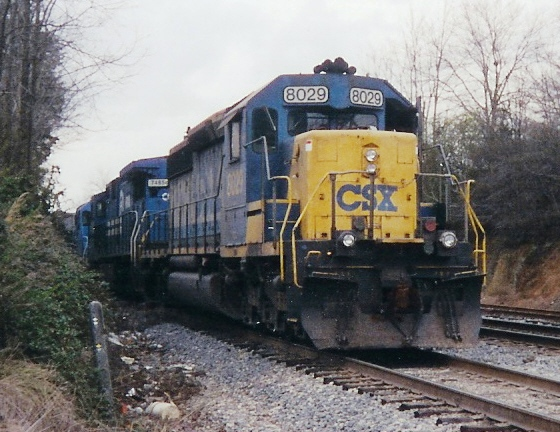
La SD40-2 #8029 de la CSX